# Bengt Braskered
Bengt Åke Braskered (tidigare Nilsson), född 15 mars 1967 i Godegård, Motala, är en svensk skådespelare. Braskered är känd för sina roller i populära TV-serier som Lite som du (2005–2006), Gustafsson 3 tr (2011) och Molanders (2013).
Han tillhör den fasta ensemblen på Uppsala Stadsteater. 
År 2012 gjorde Bengt Braskered sången och musikvideon Smörgåsen.

## Filmografi
- 1988 – Vargens tid
- 1994 – Polis polis potatismos
- 1998 – Kärlek och hela alltihopa
- 1998 – Beck - The Money Man
- 1998 – Skilda Världar (TV-serie)
- 2000 – Det blir aldrig som man tänkt sig
- 2002 – Familjen (TV-serie)
- 2003 – Mamma pappa barn
- 2004 – Pappa Jansson
- 2005 – Tjenare kungen
- 2005–2006 – Lite som du (TV-serie)
- 2006 – Varannan vecka
- 2010 – Sound of Noise
- 2011 – Gustafsson 3 tr (TV-serie)
- 2011 – Tysta leken
- 2013 – Inkognito (TV-serie)
- 2013 – Molanders (TV-serie)
- 2013 – Wallander – Saknaden
- 2015 – Jordskott (TV-serie)
- 2016–2017 – Syrror (TV-serie)
- 2018 – Gråzon (TV-serie)
- 2018 – Sthlm Rekviem (TV-serie)
- 2020 – Tsunami (TV-serie)
- 2020 – Maria Wern (TV-serie)
- 2021 – Knutby (TV-serie)
- 2021 – Den osannolika mördaren (TV-serie)
- 2021 – En kunglig affär (TV-serie)

## Teater

### Roller (ej komplett)
| År   | Roll               | Produktion                             | Regi                           | Teater                 |
| ---- | ------------------ | -------------------------------------- | ------------------------------ | ---------------------- |
| 2002 | Jaques Msr le Beau | Som ni vill ha det William Shakespeare | Johanna Garpe                  | Stockholms stadsteater |
| 2008 | Johan              | Tjuven Göran Tunström                  | Linus Tunström                 | Uppsala stadsteater    |
| 2009 |                    | Soundtrack of your life                | Linus Tunström Tomas Alfredson | Uppsala stadsteater    |
| 2011 |                    | Morden på Bäverns gränd John Fiske     | John Fiske                     | Uppsala stadsteater    |
| 2012 |                    | 4 dagar i april                        |                                | Uppsala stadsteater    |
| 2016 |                    | Att göra en Tartuffe Dennis Magnusson  | Dennis Sandin                  | Uppsala stadsteater    |
| 2017 | Arnholm            | Frun från havet Henrik Ibsen           | Sofia Jupither                 | Dramaten               |
| 2018 | Niklas             | Uppenbarelsen Mattias Andersson        | Mattias Andersson              | Dramaten               |
| 2019 | Dödgrävaren        | Hamlet William Shakespeare             | Sofia Jupither                 | Dramaten               |